# The Beatles' First
The Beatles' First är en av flera utgåvor av de inspelningar producenten Bert Kaempfert gjorde med sångaren Tony Sheridan och The Beatles i tyska Hamburg. Inspelningarna gjordes i Hamburg 1961 utom Sweet Georgia Brown, som spelades in 1962. Tony Sheridan gjorde sedan ett nytt sångpålägg med annan text på denna låt 1964.
Albumet släpptes i Tyskland 1964, och i Storbritannien som import 1967 där omslaget bytt framsida. I USA gavs albumet ut 1970 med titeln In the Beginning. Albumet har sedan kommit ut i olika versioner med olika namn - till exempel The Beatles in Hamburg. Det har givits ut i både mono och stereo. 
The Beatles, som då hade Pete Best på trummor, spelade 1961 in följande titlar: Ain't She Sweet, där John Lennon sjöng solo och den instrumentala Cry For a Shadow - en parodi på The Shadows skriven av John Lennon och George Harrison. Dessutom ackompanjerade man sångaren och gitarristen Tony Sheridan på följande inspelningar: My Bonnie (som finns i tre versioner - utan introduktion, med engelsk respektive tysk introduktion), If You Love Me, Baby (Take Out Some Insurance On Me Baby), The Saints (When The Saints Go Marching In), Why och Nobody's Child. 1962 spelade man dessutom in Sweet Georgia Brown och Swanee River. Den senare finns inte bevarad. På Sweet Georgia Brown medverkade musikern Roy Young på piano.
När The Beatles blivit kända gjorde Tony Sheridan ett nytt sångpålägg till Sweet Georgia Brown 1964. Han sjunger där "In Liverpool she even dared to critize The Beatles' hair", en textrad som inte ingår i den ursprungliga inspelningen från maj 1962.
På skivorna stod det inte The Beatles utan The Beat Brothers. Detta namn hade alltid den grupp som ackompanjerade Tony Sheridan på skiva - oavsett vilka som spelade. På albumet The Beatles First medverkar inte The Beatles på följande nummer: Let's Dance, What'd I Say, Ruby Baby och Ya Ya. (The Beatles medverkar inte heller på Skinny Minny, som ingår i andra versioner av detta album. Denna låt släpptes också på 1980-talet som singel, felaktigt tillskriven The Beatles.)
I boken From Cavern to Star Club är Beatleshistorikern Hans Olof Gottfridsson osäker på om The Beatles spelar på den utgivna versionen av Tony Sheridans Swanee River eller ej. En EP-skiva med bland annat denna utgåva liksom den ursprungliga versionen av Beatles Sweet Georgia Brown följer med boken. Senare har Gottfridsson kommit fram till att Beatles inte spelar på den version av Swanee River som gavs ut på skiva. Beatles inspelning av låten finns inte bevarad.
Vid nyutgåvan på CD av The Beatles First 2004 (med såväl mono- som stereoversioner och en del ytterligare låtar) finns inte Swanee River med. I den minibok som följer med albumet står att man kommit fram till att The Beatles inte spelar på låten.
The Beatles hade länge varit en femmannagrupp. Paul McCartney hade då fortfarande spelat kompgitarr och Stuart Sutcliffe, som avled 1962, var ännu basist. Men på Polydorinspelningarna är det Paul McCartney som officiellt spelar bas. Hans Olof Gottfridsson påpekar att det finns musikexperter som ifrågasätter om det verkligen är han som spelar på alla låtar eftersom det mer låter som en upprätt ståbas (kontrabas) än en elbas. Någon kontrabas lär inte Paul McCartney ha spelat på denna tid.
Hunter Davies påstår i den så kallade auktoriserade biografin över The Beatles från 1968 att Beatles även spelade in en version av Kansas City i Hamburg 1961. Någon sådan finns dock inte utgiven på skiva. Beatles spelade dock in en version på gruppens fjärde officiella LP Beatles For Sale 1964.
Ibland förekommer påståendet att John Lennon enbart skulle klappa i händerna och inte spela gitarr på en del av dessa inspelningar eftersom han vid denna tidpunkt var för dålig som gitarrist. Mot detta kan invändas att John Lennon var gruppens ledare och känd för sitt aggressiva humör. Om han skulle ha nekats att få spela på gruppens första skivinspelning skulle han troligen i vredesmod ha lämnat inspelningslokalen.

## Låtlista

### Sida 1
1. Ain't She Sweet (Ager/Yellen; (2.10)
2. Cry For a Shadow (Harrison/Lennon; 2.22)
3. Let's Dance (Lee; 2.32) (Tony Sheridan and the Beat Brothers, i detta fall inte The Beatles)
4. My Bonnie (2.06) (På LP:n The Beatles in Hamburg helt utan intro. Annars finns låten i versioner med både tysk och engelsk introtext)
5. Take Some Insurance On Me Baby (If You Love Me, Baby) (Hall/Singleton; 2.52) (Trots samma inspelning har låten olika titlar på skilda utgåvor)
6. What'd I Say (Charles; 2.37) (Tony Sheridan and the Beat Brothers, i detta fall inte The Beatles)

### Sida 2
1. Sweet Georgia Brown (Bernie/Casey/Pinkard; 2.03) (Inspelad med The Beatles i maj 1962, nytt sångpålägg av Tony Sheridan 1964)
2. The Saints (When The Saints Go Marching In) (3.19)
3. Ruby Baby (Leiber/Stoller; 2.48) (Tony Sheridan and the Beat Brothers, i detta fall inte The Beatles)
4. Why (Compton/Sheridan)
5. Nobody's Child (3.52)
6. Ya Ya (Dorsey/Robinson; 2.48) (Tony Sheridan and the Beat Brothers, i detta fall inte The Beatles)